# Foro (futbolista)
Telesforo Lorenzo Gama (Pontevedra, 9 de enero de 1921 — ib., 7 de septiembre de 2013), más conocido como Foro, fue un futbolista español que jugó en la demarcación de delantero interior.

## Biografía
Debutó como futbolista profesional con el Pontevedra C. F., equipo de su ciudad natal. En 1942 fichó por el R. C. Celta de Vigo, en el que permaneció durante tres temporadas. En 1944, Telesforo estuvo a punto de fichar por el Real Madrid C. F., pero una lesión en la rodilla se lo impidió. Tras jugar en el equipo vigués fichó por el Valencia C. F. durante un año. Posteriormente fue traspasado al U. D. Orensana. Además jugó para el Racing Club de Ferrol antes de volver al Pontevedra C. F., donde finalizó su carrera deportiva en 1955.
Falleció el 7 de septiembre de 2013 en Pontevedra a los 92 años de edad.

## Clubes
| Club                  | País   | Año       | Partidos | Goles |
| --------------------- | ------ | --------- | -------- | ----- |
| Pontevedra C. F.      | España | 1941-1942 |          |       |
| R. C. Celta de Vigo   | España | 1942-1945 | 26       | 6     |
| Valencia C. F.        | España | 1945      |          |       |
| UD Orensana           | España | 1945-1946 |          |       |
| Pontevedra C. F.      | España | 1946-1949 |          |       |
| Racing Club de Ferrol | España | 1949-1950 | 30       | 15    |
| UD Orensana           | España | 1950-1951 | 20       | 12    |
| Pontevedra C. F.      | España | 1951-1953 |          |       |
| Marín C. F.           | España | 1953-1954 |          |       |
| Pontevedra C. F.      | España | 1954-1955 |          |       |
| Marín C. F.           | España | 1955-1956 |          |       |